# Agasthenes (Gigant)
Agasthenes (altgriechisch Ἀγασθένης Agasthénēs) ist ein Gigant der griechischen Mythologie.
Er ist zusammen mit den Giganten Enkelados, Ephialtes, Hyperbios und Polybotes auf einer attisch-schwarzfigurigen Vase abgebildet und benannt, die circa 575–525 v. Chr. geschaffen wurde. Die Darstellung zeigt die Gigantomachie. Agasthenes, Hyperbios und Ephialtes befinden sich auf Seite A der Vase im Kampf mit Zeus und Hera.